# František Pospíšil
František Pospíšil (* 2. dubna 1944 Unhošť) je bývalý český hokejový obránce a trenér. Je trojnásobným olympijským medailistou i mistrem světa, taktéž členem hokejových síní slávy. Jeho synem je hokejista a trenér František Pospíšil.

## Hokejová kariéra
V letech 1961–1978 působil jako hráč SONP Kladno, poté rok (1978–1979) v německém EV Landshut. V soutěži Zlatá hokejka zvítězil v letech 1971 a 1972. V lize dal 134 gólů v 622 zápasech.
Za národní tým hrál mezi lety 1967 a 1977 v dresu č. 7, nastoupil ve 262 zápasech a dal 25 gólů. Na MS získal zlato v letech 1972, 1976 a 1977 (celkově se zúčastnil 11 MS). Byl vyhlášen nejlepším obráncem turnaje v letech 1972 a 1976. V letech 1968 (stříbro), 1972 (bronz) a 1976 (stříbro; zde proběhla jeho tzv. kodeinová aféra) se zúčastnil i zimních olympijských her. V roce 1976 startoval na Kanadském poháru.

## Trenérská kariéra
Jako trenér působil od roku 1979, nejdřív ve svém původním týmu Poldi SONP Kladno (1979–1983, v sezóně 1979/1980 získali zlato), poté v Litvínově (1983–1985). Mezi lety 1986 a 1988 byl asistentem trenéra národního týmu. Poté trénoval také v Itálii a (jako jeden z prvních) v Japonsku. Čtyři roky (1996–2000) pracoval jako generální manažer HC Poldi Kladno; trenérskou kariéru ukončil v Lounech v roce 2003.

## Ocenění
V roce 1999 byl zapsán do Síně slávy Mezinárodní hokejové federace, od roku 2008 je členem Síně slávy českého hokeje a od roku 2014 členem Síně slávy kladenského hokeje. V klubu Rytíři Kladno byl také v roce 2014 vyřazený jeho dres č. 11 (současně s Milanem Novým č. 6). Jeho tvář se objevila také na zlaté a stříbrné české pamětní minci z cyklu Legendy českého hokeje.

## Galerie

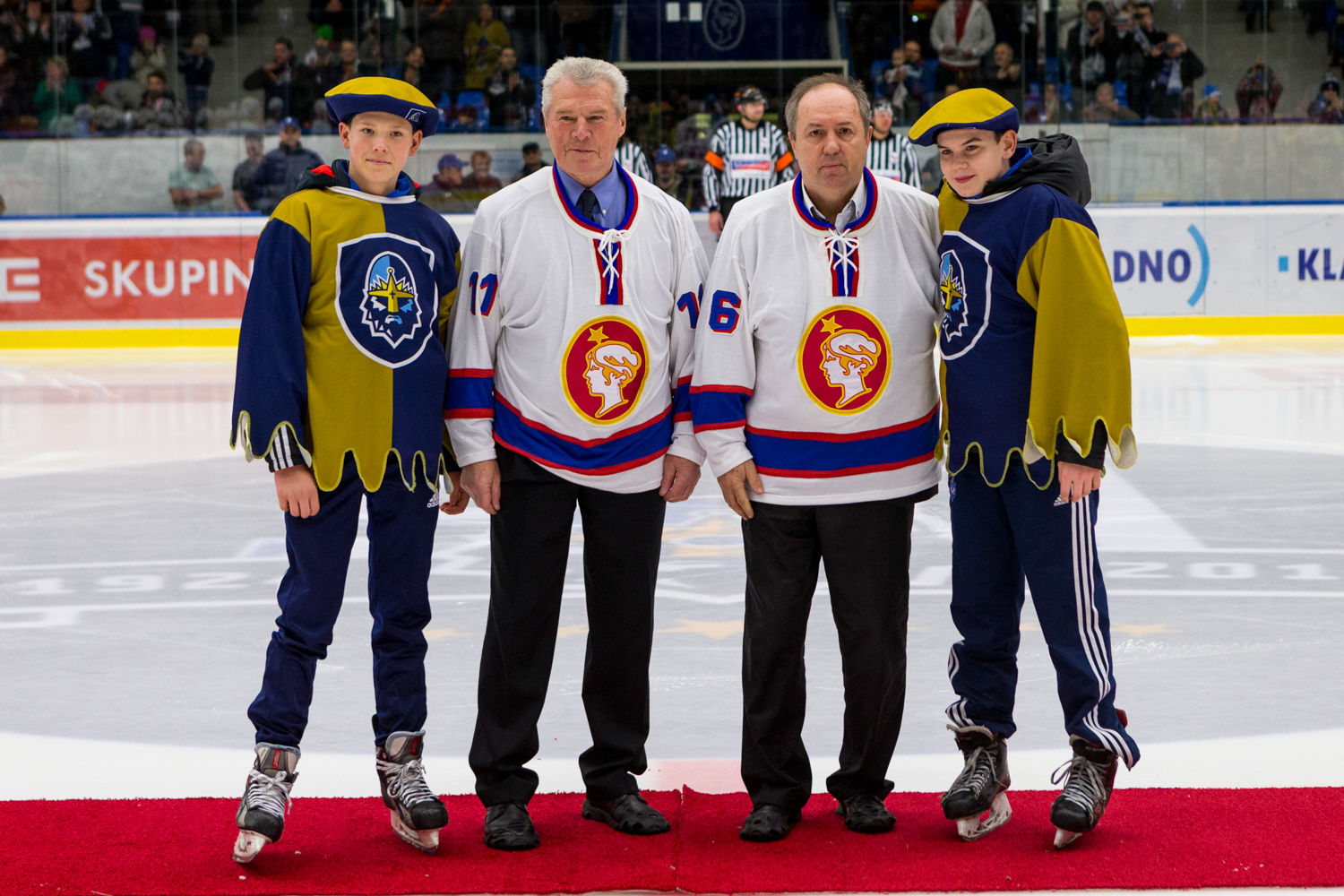
Vyřazení kladenských dresů v roce 2014: František Pospíšil č. 11 a Milan Nový č. 6